# Aleje Pojezierza Iławskiego

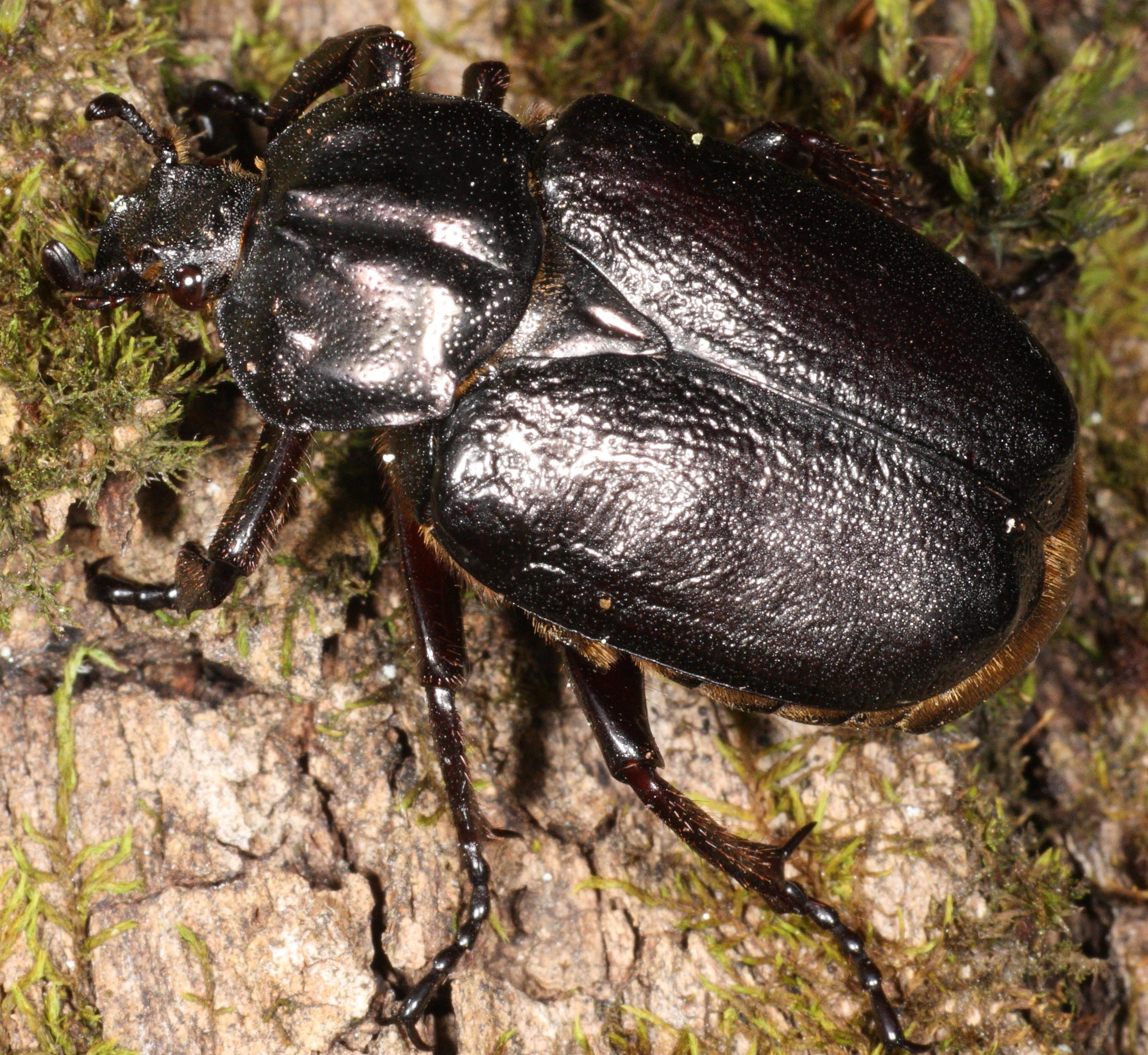
Dorosła postać samca pachnicy dębowej

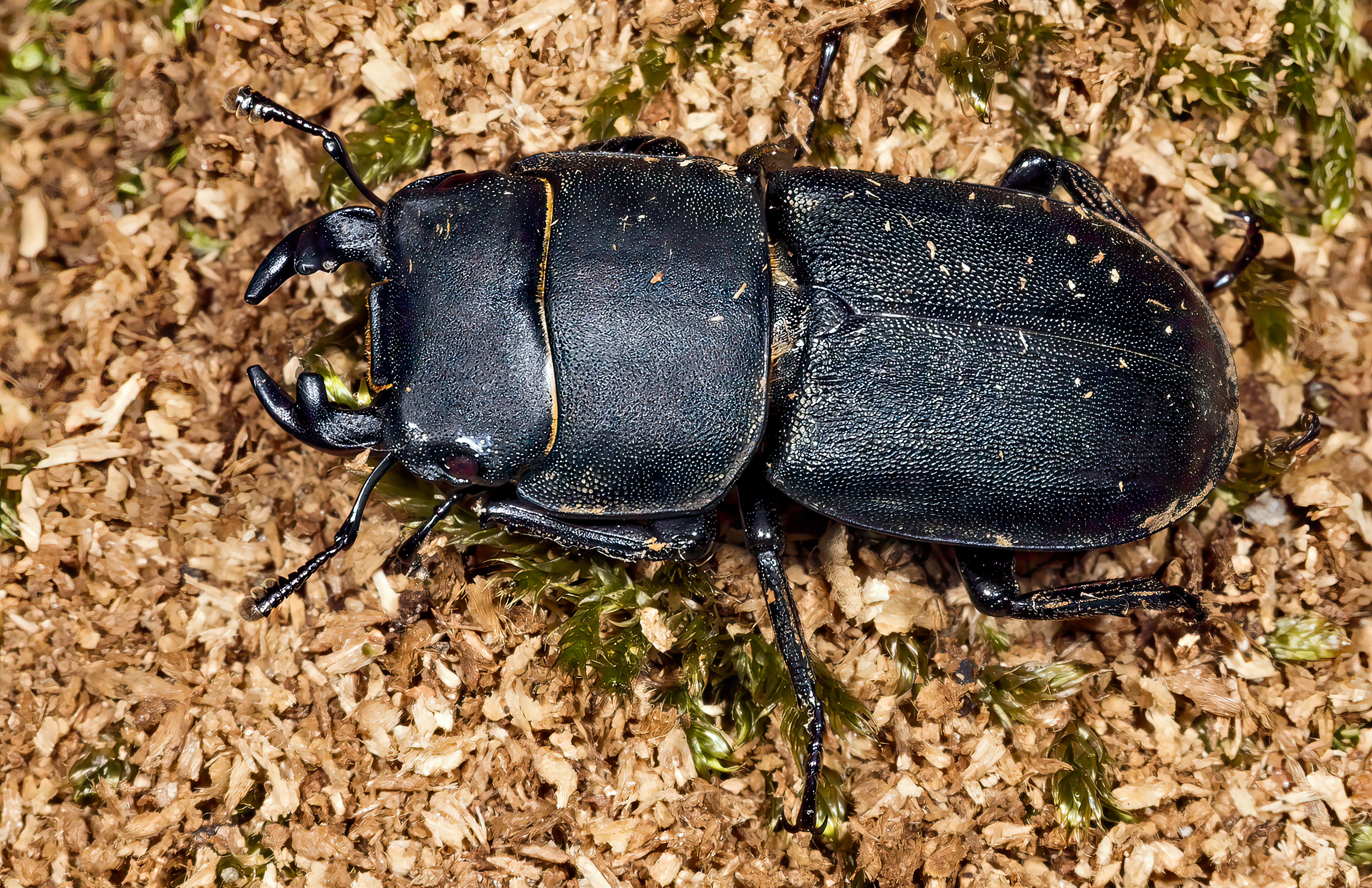
Dorosła postać ciołka matowego

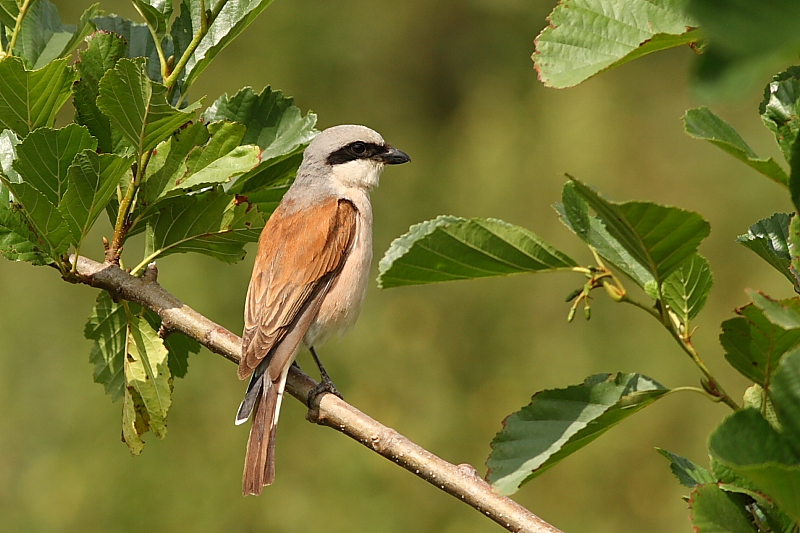
Gąsiorek

Aleje Pojezierza Iławskiego (kod obszaru PLH280051) – specjalny obszar ochrony siedlisk utworzony w ramach Europejskiej Sieci Ekologicznej Natura 2000, o powierzchni 377,25 ha, położony w województwie warmińsko-mazurskim, powiecie iławskim.
Obszar „Aleje Pojezierza Iławskiego” został zatwierdzony w 2011 roku przez Komisję Europejską jako obszar mający znaczenie dla Wspólnoty. W 2018 roku rozporządzeniem Ministra Środowiska został formalnie zatwierdzony jako specjalny obszar ochrony siedlisk.

## Opis obszaru
Obszar jest położony w centralnej części Pojezierza Iławskiego. Obejmuje ochroną przydrożne aleje i zadrzewienia w gminach Susz i Iława, zasiedlone m.in. przez pachnicę dębową. W skład obszaru wchodzą m.in. odcinki dróg łączące dawne majątki ziemskie w okolicach Kamieńca, Szymbarku i Gardzienia. Aleje te tworzą sieć dróg wojewódzkich (nr 515, 520 i 521), powiatowych i gminnych, zarówno gruntowych jak i asfaltowych.
Najczęściej występującym drzewem w alejach jest lipa 52%, następnie jesion wyniosły 11%, klon zwyczajny 10%, dąb szypułkowy 10% i inne gatunki 17%.

## Fauna i flora
Większość poboczy dróg gruntowych nie jest koszona, stanowiąc siedlisko drobnych bezkręgowców. Krzewy wzdłuż dróg stanowią miejsca lęgowe dla ptaków m.in. gąsiorka i jarzębatka. Aleje Pojezierza Iławskiego są jednym z większych stanowisk pachnicy dębowej, ciołka matowego, tęgosza rdzawego, kusaka Velleius dilatatus oraz innych próchnojadów (stwierdzono 23 gatunki). Na uwagę zasługuje obecność tęgosza rdzawego, największego krajowego przedstawiciela chrząszczy z rodziny sprężykowatych. Gatunek ten jest objęty ochroną gatunkową, występuje w Polskiej Czerwonej Księdze Zwierząt z kategorią UV (gatunki wysokiego ryzyka, narażone na wyginięcie). Jego larwa zasiedla dziuple drzew i jest drapieżnikiem polującym na larwy chrząszczy z rodziny Cetoniidae, w tym pachnicy dębowej. Próchnowiska w dziuplach są wykorzystywane również jako miejsca inkubacji przez zaskrońce.
Wśród roślin znajdziemy: kukułkę szerokolistną, kalinę pospolitą, przytulię wonną, przylaszczkę pospolitą, pierwiosnek lekarski, porost nadrzewny odnożycę jesionową, barwinek pospolity. Aleje spełniają ważną rolę w kształtowaniu krajobrazu.

## Zagrożenia
Zagrożeniami dla obszaru stanowi:
- wycinka zadrzewień (zwłaszcza podczas modernizacji dróg),
- wybiórcze usuwanie pojedynczych starych drzew ważnych dla pachnicy dębowej,
- zasolenie poboczy dróg, co powoduje zamieranie drzew,
- intensyfikacja rolnictwa, która wiąże się z likwidacją wszelkich zadrzewień śródpolnych,
- presja turystyczno-rekreacyjna, w tym osadnicza.

## Ochrona przyrody
Aleje Pojezierza Iławskiego w większości są zlokalizowane na terenie Obszaru Chronionego Krajobrazu Pojezierza Iławskiego część A i B oraz Parku Krajobrazowego Pojezierza Iławskiego. Dodatkowo część z nich jest objęta ochroną jako pomniki przyrody:
- Aleja Napoleońska w Szymbarku
- Aleja śródpolna prowadząca ze wsi Gardzień do starego koryta rzeki Osy w stronę Szymbarka
- Śródpolna aleja o długości ok. 3 km prowadząca z miejscowości Kamionka w stronę Szymbarka wzdłuż Jeziora Szymbarskiego
- Aleja prowadząca od miejscowości Szymbark w kierunku wschodnim od szosy Iława – Susz do drzewostanu oddz. 180 (N-ctwo Iława, 2007 r.)
- Aleja od lasu oddz. 94 (N-ctwo Iława, L-ctwo Gardyny) w kierunku północno-zachodnim do szosy Iława – Susz
- Aleja z miejscowości Zieleń do Olbrachtowa
- Śródpolna aleja prowadząca od miejscowości Kamieniec w kierunku północno-wschodnim do lasu.